# شعب الحصان (سيئون)
'

تعديل مصدري - تعديل

شعب الحصان هي إحدى قرى عزلة سيئون بمديرية سيئون التابعة لمحافظة حضرموت، بلغ تعداد سكانها 377 نسمة حسب تعداد اليمن لعام 2004.